# Hernán Losada
Hernán Losada (Buenos Aires, 1982. május 9. –) argentin labdarúgó, edző.

## Pályafutása

### Labdarúgóként
Losada Argentína fővárosában, Buenos Airesben született.
A pályafutását a helyi Independiente keretében kezdte. 2005-ben a chilei Universidad de Chile szerződtette. 2006 és 2018 között a belga Beerschot, Anderlecht, Charleroi, Lierse és Beerschot VA, illetve a holland Heerenveen csapatát erősítette.

### Edzőként
2019-ben a belga másodosztályban szereplő Beerschot VA elsőszámú edzője lett. A 2019–20-as szezonban feljutottak az első osztályba, majd a következő szezont a 9. helyen zárták a tabellán. 2021-ben az észak-amerikai első osztályban érdekelt DC United szerződtette. 2023. január 1-jén a Montréal vezetőedzője lett.

## Edzői statisztika
| Csapat       | Nemzet                    | –tól             | –ig               | Mérkőzések | Mérkőzések | Mérkőzések | Mérkőzések | Mérkőzések |
| Csapat       | Nemzet                    | –tól             | –ig               | M          | Gy         | V          | D          | Gy %       |
| ------------ | ------------------------- | ---------------- | ----------------- | ---------- | ---------- | ---------- | ---------- | ---------- |
| Beerschot VA | Belgium                   | 2019. október 9. | 2021. január 17.  | 42         | 20         | 8          | 14         | 47,6       |
| DC United    | Amerikai Egyesült Államok | 2021. január 18. | 2022. április 20. | 41         | 17         | 5          | 19         | 41,5       |
| Montréal     | Kanada                    | 2023. január 1.  | 2023. november 9. | 40         | 15         | 6          | 19         | 37,5       |
| Összesen     | Összesen                  | Összesen         | Összesen          | 123        | 52         | 19         | 52         | 42,3       |

## Sikerei, díjai

### Edzőként
Beerschot VA
- Challenger Pro League
  - Feljutó (1): 2019–20